# Circuit de Getxo
Le Circuit de Getxo (en espagnol : 	Circuito de Getxo "Memorial Hermanos Otxoa") est une course cycliste espagnole disputée à Getxo, au Pays basque. Créé en 1924, il fait partie de l'UCI Europe Tour depuis 2005, en catégorie 1.1.  Il est par conséquent ouvert aux UCI ProTeams dans la limite de 50 % des équipes participantes, aux équipes continentales professionnelles, aux équipes continentales, et à des équipes nationales.
La course fait partie de la Coupe d'Espagne depuis 2019.
De 2001 à 2019, le Circuit de Getxo porte également le nom de Mémorial Ricardo Otxoa, en hommage au coureur Ricardo Otxoa mort dans un accident de la circulation en février 2001. Depuis 2019, et à la suite du décès de son frère Javier, celui-ci devient le Mémorial des Frères Otxoa (en espagnol : Circuito de Getxo "Memorial Hermanos Otxoa").

## Palmarès
| Année                      | Vainqueur                     | Deuxième                      | Troisième                     |
| -------------------------- | ----------------------------- | ----------------------------- | ----------------------------- |
| 1924                       | Domingo Gutiérrez             | Segundo Barruetabeña          | Miguel Serrano                |
| 1925                       | Francisco Cepeda              | Remigio Loroño                | Jacinto Suarez                |
| 1926                       | Segundo Barruetabeña          | Francisco Cepeda              | Domingo Gutiérrez             |
| 1927                       | Dióscoro Alonso               | Domingo Gutiérrez             | Ramón Abad                    |
| 1928                       | Manuel López                  | Eduardo Fernández             | Claudio Zenon                 |
| 1929                       | Francisco Cepeda              | Jesús García                  | Eugenio Madrazo               |
| 1930                       | Mariano Cañardo               | Cesareo Sarduy                | Dionisio Fernández            |
| Non disputé de 1931 à 1933 |                               |                               |                               |
| 1934                       | José Urdangarin               | Bernardo De Castro            | Ramón Ruiz Trillo             |
| 1935                       | Federico Ezquerra             | Antonio Escuriet              | Salvador Molina               |
| Non disputé de 1936 à 1939 |                               |                               |                               |
| 1940                       | Federico Ezquerra             | José Félix Ezcauriaza         | Ángel Bilbao                  |
| 1941                       | Julián Berrendero             | Ignacio Orbaiceta             | Fermín Trueba                 |
| 1942                       | Federico Ezquerra             | Martín Mancisidor             | Isidro Bejerano               |
| 1943                       | Martín Mancisidor             | Fernando Murcia Legaz         | Federico Ezquerra             |
| 1944                       | Julián Berrendero             | Martín Mancisidor             | Fermín Trueba                 |
| 1945                       | Cipriano Aguirrezábal         | Fermín Trueba                 | Miguel Lizarazu               |
| 1946                       | Cipriano Aguirrezábal         | Julián Aguirrezabal           | Miguel Lizarazu               |
| 1947                       | Miguel Gual                   | Bernardo Capó                 | Emilio Rodríguez              |
| 1948                       | Juan Jáuregui                 | Francisco Torres              | Francisco Michelena           |
| 1949                       | Jesús Loroño                  | Pedro Lizaso                  | Jesús Morales                 |
| 1950                       | Jesús Morales                 | Martín Mancisidor             | Jesús Loroño                  |
| 1951                       | Óscar Elgezabal               | Jesús Morales                 | Julián Aguirrezabal           |
| 1952                       | Óscar Elgezabal               | Cosme Barrutia                | Jesús Morales                 |
| 1953                       | Hortensio Vidaurreta          | Óscar Elgezabal               | Cosme Barrutia                |
| 1954                       | Cosme Barrutia                | Hortensio Vidaurreta          | Ponciano Arbelaiz             |
| 1955                       | Cosme Barrutia                | Tomás Oñaederra               | Antonio Barrutia              |
| 1956                       | Antonio Ferraz                | Felipe Alberdi                | José Aguirregomezcorta        |
| 1957                       | Hortensio Vidaurreta          | Juan José Otegui              | José Ramón Azcárate           |
| 1958                       | Fausto Iza                    | Antonio Karmany               | Julio San Emeterio            |
| 1959                       | Roberto Morales               | Juan Manuel Menéndez Gómez    | Antonio Barrutia              |
| 1960                       | Jacinto Urrestarazu           | José Segú                     | Fausto Iza                    |
| 1961                       | Antonio Barrutia              | Julio San Emeterio            | Juan Campillo                 |
| 1962                       | Roberto Morales               | José Pérez Francés            | José Antonio Momeñe           |
| 1963                       | Manuel Martín Piñera          | José Antonio Momeñe           | Candelas Domínguez            |
| 1964                       | Sebastián Elorza              | Jacinto Urrestarazu           | José Luis Bilbao Ereñozaga    |
| 1965                       | Antonio Gómez del Moral       | Manuel Martín Piñera          | Eusebio Vélez                 |
| 1966                       | Antonio Gómez del Moral       | Carlos Echeverría             | Gregorio San Miguel           |
| Non disputé de 1967 à 1979 |                               |                               |                               |
| 1980                       | Felipe Yáñez                  | Héctor Raúl Rondán            | Imanol Murga                  |
| 1981                       | Marino Lejarreta              | Federico Echave               | Ángel Camarillo               |
| 1982                       | Juan Carlos Alonso            | José Luis López Cerrón        | Felipe Yáñez                  |
| 1983                       | Carlos Hernández Bailo        | Faustino Cuelli               | Jesús Blanco Villar           |
| 1984                       | Jesús Guzmán Delgado          | Alfonso Gutiérrez             | Sabino Angoitia               |
| 1985                       | Antonio Esparza               | Mathieu Hermans               | Federico Echave               |
| Non disputé en 1986        |                               |                               |                               |
| 1987                       | Federico Echave               | Antonio Balboa Rico           | Alberto Leanizbarrutia        |
| 1988                       | José Luis Villanueva Orihuela | Peter Huyghe                  | Melchor Mauri                 |
| 1989                       | John Talen                    | Edwin Bafcop                  | Casimiro Moreda               |
| 1990                       | Víctor Gonzalo                | Alfonso Gutiérrez             | Jean-Pierre Heynderickx       |
| 1991                       | Adrie van der Poel            | Kenneth Weltz                 | Juan Carlos González Salvador |
| 1992                       | Mathieu Hermans               | Johan Museeuw                 | Mario Manzoni                 |
| Non disputé en 1993        |                               |                               |                               |
| 1994                       | Orlando Rodrigues             | Juan Carlos González Salvador | José Alexis Rodríguez         |
| 1995                       | Miika Hietanen                | Manuel Fernández Ginés        | Christian Henn                |
| 1996                       | Arsenio González              | Serguei Smetanine             | Ángel Edo                     |
| 1997                       | Jeremy Hunt                   | Ángel Edo                     | Serguei Smetanine             |
| 1998                       | Marcel Wüst                   | Jeremy Hunt                   | Óscar Freire                  |
| 1999                       | Jesper Skibby                 | Michel Lafis                  | Francisco Mancebo             |
| 2000                       | César García                  | Alessandro Bertolini          | Rafael Díaz Justo             |
| 2001                       | Alessandro Bertolini          | Francisco Cabello             | Koos Moerenhout               |
| 2002                       | Martin Elmiger                | Pavel Brutt                   | Jan Hruška                    |
| 2003                       | Roberto Lozano                | Martin Elmiger                | Constantino Zaballa           |
| 2004                       | Gert Vanderaerden             | Constantino Zaballa           | Javier Pascual Rodríguez      |
| 2005                       | David Fernández Domingo       | Rubén Lobato                  | David Herrero                 |
| 2006                       | Mikel Gaztañaga               | Carlos Torrent                | Javier Benítez                |
| 2007                       | Vicente Reynés                | Takashi Miyazawa              | José Joaquín Rojas            |
| 2008                       | Reinier Honig                 | Koldo Fernández               | Enrique Mata                  |
| 2009                       | Koldo Fernández               | Juan Pablo Forero             | Mikel Gaztañaga               |
| 2010                       | Francisco José Pacheco        | Andrea Piechele               | Francisco Antón               |
| 2011                       | Juan José Lobato              | Stéphane Poulhiès             | Joaquim Rodríguez             |
| 2012                       | Giovanni Visconti             | Danilo Di Luca                | Enrique Sanz                  |
| 2013                       | Juan José Lobato              | Armindo Fonseca               | Egoitz García                 |
| 2014                       | Carlos Barbero                | Luca Chirico                  | Pello Bilbao                  |
| 2015                       | Nacer Bouhanni                | Juan José Lobato              | Carlos Barbero                |
| 2016                       | Diego Ulissi                  | Simon Yates                   | José Herrada                  |
| 2017                       | Carlos Barbero                | Ángel Madrazo                 | José Herrada                  |
| 2018                       | Alex Aranburu                 | Carlos Barbero                | Jon Aberasturi                |
| 2019                       | Jon Aberasturi                | Alex Aranburu                 | Lorrenzo Manzin               |
| 2020                       | Damiano Caruso                | Giacomo Nizzolo               | Eduard Prades                 |
| 2021                       | Giacomo Nizzolo               | Giovanni Aleotti              | Santiago Buitrago             |
| 2022                       | Juan Ayuso                    | Andrea Piccolo                | Wilco Kelderman               |
| 2023                       | Alexey Lutsenko               | Tony Gallopin                 | Simone Velasco                |
| 2024                       | Jon Barrenetxea               | Clément Champoussin           | Orluis Aular                  |
| 2025                       | Isaac Del Toro                | Juan Ayuso                    | Alex Aranburu                 |